# Leonard S. Goldberg
Pour les articles homonymes, voir Goldberg.
Ne doit pas être confondu avec Leonard Goldberg.
Leonard S. Goldberg, né en 1936 en Caroline du Sud, aux États-Unis, est un médecin et un écrivain américain, auteur de thriller médical.

## Biographie
Il est médecin à Los Angeles et professeur à la faculté de médecine. 
En 1992, s'inspirant de son expérience professionnelle, il publie son premier roman, Deadly Medicine. Il y crée le personnage du docteur Joanna Blalock, médecin légiste au Memorial Hospital de Los Angeles. On retrouve cette héroïne dans huit autres romans. Selon Claude Mesplède, « tous les ouvrages de cette série sont bien agencés et fort divertissants ».
En 2012, avec Patient One, il commence une nouvelle série toujours située dans le milieu médical.

## Œuvre

### Romans

#### SérieJoanna Blalock
- Deadly Medicine (1992)
- Deadly Practice (1994)
- Deadly Care (1996) Publié en français sous le titre Soins mortels, Paris, Payot & Rivages, coll. « Payot suspense » (1998)  (ISBN 2-228-89145-2) ; réédition Paris, LGF, coll. « Le Livre de poche » no 17090 (1999)  (ISBN 2-253-17090-9)
- Deadly Harvest (1997) Publié en français sous le titre Moisson mortelle, Payot & Rivages, coll. « Payot suspense » (1999)  (ISBN 2-228-89218-1) ; réédition LGF, coll. « Le Livre de poche » no 17162 (2001)  (ISBN 2-253-17162-X)
- Deadly Exposure (1998) Publié en français sous le titre Menace mortelle, Payot & Rivages, coll. « Payot suspense » (2000)  (ISBN 2-228-89300-5) ; réédition LGF, coll. « Le Livre de poche » no 17243 (2002)  (ISBN 2-253-17243-X)
- Lethal Measures (2000) Publié en français sous le titre Folie meurtrière, Payot & Rivages, coll. « Payot suspense » (2001)  (ISBN 2-228-89379-X) ; réédition LGF, coll. « Le Livre de poche » no 17260 (2002)  (ISBN 2-253-17260-X)
- Fatal Care (2001) Publié en français sous le titre Mortelle Thérapie, Payot & Rivages, coll. « Payot suspense » (2003)  (ISBN 2-228-89787-6) ; réédition LGF, coll. « Le Livre de poche » no 37020 (2005)  (ISBN 2-253-09045-X)
- Brainwaves (2002) Publié en français sous le titre Crime de mémoire, Paris, Payot & Rivages, coll. « Payot suspense » (2004)  (ISBN 2-228-89916-X), réédition Paris, LGF, coll. « Le Livre de poche » no 37277 (2008)  (ISBN 978-2-253-11621-9)
- Fever Cell (2003)

#### SérieDavid Ballineau
- Patient One (2012)
- Plague Ship (2013)

#### SérieJoanna Blaock
- The Daughter of Sherlock Holmes (2017)
- A Study in Treason (2018)
- The Disappearance of Alistair Ainsworth (2019)
- The Art of Deception (2020)
- The Abduction of Pretty Penny (2021)
- The Blue Diamond (2022)
- The Wayward Prince (2023)

#### Autres romans
- Transplant (1980)
- The Cure (1982)

## Sources
: document utilisé comme source pour la rédaction de cet article.
- Claude Mesplède (dir.), Dictionnaire des littératures policières, vol. 1 : A - I, Nantes, Joseph K, coll. « Temps noir », 2007, 1054 p. (ISBN 978-2-910-68644-4, OCLC 315873251), p. 850-851